# Label d'agriculture biologique
 (septembre 2009).
Ne doit pas être confondu avec Label Agriculture biologique.
Un label d'agriculture biologique est une certification du mode de production des produits issus de l'agriculture biologique. Cette certification est payante, tous les agriculteurs produisant des produits biologiques n'ont pas forcément un label. Pour la filière des aliments d'origine biologique, toute entreprise impliquée peut être certifiée, incluant donc les semenciers, les agriculteurs, les fabricants de nourriture, les distributeurs et les restaurateurs.

## Critères de certification
Les critères de certification sont variables d'un pays à l'autre et d'une certification à l'autre, elles comportent généralement une série de standards de production pour les phases de production des plantes, de stockage, de transformation, d'emballage et d'expédition, parmi lesquels :
- restriction au maximum de l'utilisation d'intrants de synthèse (les exceptions font l'objet d'une liste précise) et remplacement de ces derniers par des intrants d'origine naturelle ;
- pas d'utilisation d'organisme génétiquement modifiés ;
- pas de stérilisation par irradiation ;
- utilisation de terrain de culture n'ayant pas reçu de produit de synthèse depuis une période donnée (généralement plus de trois ans) ;
- consignation écrite détaillée des étapes de productions et de ventes (audit) ;
- séparation physique des productions labellisable et non labellisable ;
- inspection sur site régulière.

Dans certains pays, les certifications sont gérées par le gouvernement, et l'utilisation commerciale du terme « agriculture biologique » est définie légalement. Les producteurs certifiés sont également tenus de respecter les règles de sécurité sanitaire s'appliquant aux productions non certifiées.

## Par pays

### Belgique
Le label Biogarantie est le label du bio en Belgique. Propriétaire du label, l'association sans but lucratif Biogarantie regroupe des associations professionnelles des cultivateurs, des transformateurs, des distributeurs et des points de vente. Les contrôles sont effectués par deux organismes agréés : Ecocert ou Blik-Integra.

### Canada
De nombreux labels privés existaient jusqu'à présent au Canada. Mais le gouvernement fédéral canadien est en train[Quand ?] de mettre en place une nouvelle norme, ainsi que l'estampille : Biologique Canada (ou Canada Organic).

#### Québec
Au Québec, l'appellation biologique est encadrée par le Conseil des appellations réservées et des termes valorisants (CARTV) qui s'assure du respect de la réglementation inspirée en grande partie de celle des pays européens.

### France

#### Label Agriculture biologique
Le label Agriculture biologique (ou label AB) est un label de qualité français, créé en 1985, et défini par le ministère français de l’Agriculture qui en est aussi propriétaire. Ce label est promu par l'Agence française pour le développement et la promotion de l'agriculture biologique, dite aussi Agence Bio. Depuis le 1er janvier 2009 ses critères sont alignés sur le label bio européen.
D'après l'Agence bio, ce label garantit :
- Que l'aliment est composé d’au moins 95 % d’ingrédients issus du mode de production biologique, mettant en œuvre des pratiques agronomiques et d’élevage respectueuses des équilibres naturels, de l’environnement et du bien-être animal.
- Le respect de la réglementation en vigueur en France.
- Que la certification est placée sous le contrôle d’un organisme agréé par les pouvoirs publics français - INAO et le COFRAC, répondant à des critères d’indépendance, d’impartialité, de compétence et d’efficacité tels que définis par la norme européenne EN 17065.

En réaction, la filière bio française a décidé de créer le label Bio Cohérence, complémentaire de cette nouvelle certification.
Logo

Le logo peut être apposé sur l'emballage des produits qui sont labellisés. Il est reconnaissable par son logo vert et blanc, noté « AB » (Certifié Agriculture Biologique).
Cahier des charges
Il définit précisément les règles permettant d'être certifié.
Certification
Plusieurs organismes certificateurs ont l'autorisation de délivrer la certification : Certipaq Bio, Agrocert, Ecocert SA, Qualité France SA, Control-Union, Bureau Alpes Contrôles.

#### Mention Nature & progrès
Nature & Progrès, association créée en 1964 est à l'origine en 1972 du premier cahier des charges bio au monde, homologué en 1986 par les pouvoirs publics. La mention « Nature & progrès » intègre, dans une démarche globale, des domaines écologiques, économiques et humains.

### Suisse
Le label le plus connu est le Bourgeon, né en 1981, et propriété de Bio Suisse (ex. Association Suisse des Organisations d’Agriculture Biologique). Ce label est réputé pour être un des plus stricts d'Europe. Bio Suisse a confié la certification des produits Bourgeon confectionnés en Suisse à bio.inspecta.

### Union européenne

Logo du label bio européen, dit aussi « Eurofeuille »

Un label bio européen également baptisé « Eurofeuille » associé à de nouvelles normes a été décidé par le Conseil des ministres de l'Agriculture des 27. Ce logo est dessiné par Dusan Mikenkovic, étudiant allemand vainqueur d'un concours inter-étudiants en design. Il devait être obligatoire sur les emballages à partir du 1er janvier 2009 (la date avait été repoussée au 1er janvier 2010), date d'entrée en vigueur du règlement 834/2007 du 12 juin 2007.
Celui-ci doit aider les consommateurs dans toute l’Europe à reconnaître plus facilement les produits « bio ».
Un compromis a permis :
- que les labels nationaux puissent y être adjoints,
- de renforcer le règlement européen précédent (de 1991) ; le produit fini devra contenir au moins 95 % (en masse) d'ingrédients biologiques pour bénéficier de cette appellation, au lieu de 70 % antérieurement.
- que le lieu de production soit indiqué sur l'étiquette,
- que les produits bio importés de pays hors de l'UE soient soumis aux mêmes règles que les produits européens.

Ce label a été immédiatement controversé pour deux raisons :
- parce qu’il est moins exigeant que les labels existants de certains pays (label bio français notamment), risquant de tirer vers le bas le niveau de qualité de certains produits. Les amis de la Terre et d'autres ONG dénoncent le fait qu'il autorise les pesticides et que la Commission s'aligne ainsi « sur les exigences des multinationales et veut rabaisser l'agriculture bio au niveau de l'agriculture dite « raisonnée » qu'elles soutiennent ».
- parce qu’il tolère une teneur maximum de 0,9 % en OGM si le producteur est en mesure de prouver que cette contamination est non intentionnelle. Les détracteurs des OGM estiment ce taux suffisant pour favoriser une large contamination de l’agriculture, y compris biologique par des transgènes, ce qui à terme ferait perdre le label bio à de nombreux agriculteurs bio. La commission, malgré l’opposition de la Belgique, de la Grèce, de l’Italie et de la Hongrie n'a pas retenu l'avis des députés européens qui s'étaient eux prononcés pour un taux près de 10 fois plus bas (0,1 %). 
Ce sont de plus les producteurs qui devront prouver (Cf. analyses coûteuses et difficulté de la preuve) que la contamination ne résulte pas d'une négligence de leur part.

La commission estime pour sa part que ce taux suffit à protéger les producteurs de bio de contaminations accidentelles par des OGM.

#### Réactions
Greenpeace a dénoncé cette tolérance qui « ignore les préférences des consommateurs, qui sont prêts à payer pour avoir de la nourriture de haute qualité, sans OGM, et [qui] met en danger le secteur de l'agriculture biologique », tandis que Les Amis de la Terre et le Bureau européen de l'environnement (BEE), dans un communiqué commun ont estimé qu’au lieu d'accepter cette tolérance, « l'UE doit mettre en place une législation pour protéger les agriculteurs de la pollution par les OGM ».